# Barbara Weiss
Barbara Weiss (Milà 1954) és una arquitecta formada a Anglaterra, malgrat ser italiana de naixement.

## Trajectòria professional
La seva vocació cap a l'arquitectura li neix en la seva Itàlia natal, i en la dècada dels anys 70 del segle XX decideix estudiar arquitectura inicialment en escoles italiana, després de la qual cosa va passar un any en la Ecole d'Architecture de Ginebra. Va decidir llavors traslladar el seu expedient i continuar els seus estudis en la Architectural Association de Londres, on es va titular com a Arquitecta el 1979, convertint-se en membre de la Royal Institute of British Architects (RIBA) el 1985.
Va començar la seva trajectòria professional en els estudis d'arquitecta, com Philip Johnson-John Burgee, i Richard Meier a Nova York; Valle Broggi Burckhardt a Milà; durant la seva època d'estudiant també es va formar en Stirling Wilford and Associates a Londres, passant més tard a treballar novament amb ells com a arquitecta de projectes en edificis de gran escala.
Durant un breu període va ensenyar a temps parcial en la Architectural Association, fins que el 1987 va fundar Barbara Weiss Architects. La seva empresa tracta d'oferir un servei personalitzat, basat abans de res a escoltar als clients i a aportar una arquitectura és simple, elegant i atemporal.
També ha escrit llibre, com Storage i el best-seller internacional Do it with an Architect, dels quals és coautora (l'últim escrit amb Louis Hellman).
Actualment dirigeix l'estudi Barbara Weiss Architects, que té la seu a Westminster, especialitzant-se en projectes per als sectors residencials, sanitaris i comercials. És una arquitecta compromesa amb el disseny d'alta qualitat (va ser Assessora del Civic Trust durant 15 anys des de 1997, a més va ser nomenada com panelista CABE Design Review per a les escoles l'any 2007, i com a jutge dels premis AYA en 2012), activista involucrada en la tutoria de potencials joves arquitectes de la Fundació Mobilitat Social, i en la tutoria de formadors de les escoles estatals en nom de The Access Project. A més recentment ha Participat en les campanyes Women in architecture (per treballar la bretxa de gènere en el sector de l'arquitectura) i London Skyline (campanya realitzada juntament amb el crític d'arquitectura Rowan Moore i el seu espòs Alan Leibowitz en 2014, amb el suport de The Observer i del Architects Journal i una declaració signada per més de 80 figures públiques, experts i associacions. Amb ella es tractava de criticar l'ona de projectes de torres proposades per a Londres, les quals podien generar un dany als espais públics i no estaven concorde a les necessitats reals d'habitatge i ocupació de la ciutat).
Bàrbara ha exercit el càrrec d'assessora pel Civic Trust durant els últims deu anys, i va ser nomenada en 2007 per al Grup de Revisió de Disseny CABE per a les escoles.

## Premis i reconeixements
En 2014, l'estudi va guanyar els premis Building Better Healthcare i AJ Retrofit pel Centre Mèdic Wokingham, i va ser finalista en els Premis AYA per reformes per a aquest projecte, juntament amb el treball a la Biblioteca Wiener i l'Habitatge Westminster.